# 公输堂
34°12′15″N 108°34′57″E / 34.20417°N 108.58250°E
公输堂位于中国陕西省西安市鄠邑区渭丰乡祁南村，原称“源远堂”，又称“万佛堂”，2001年被列为第五批全国重点文物保护单位。
公输堂建于明永乐年间，坐北朝南，是“白阳三会”教教徒为纪念其祖师鲁班而建现，仅存正殿，建筑面积106平方米。正殿面阔三间，进深二级，硬山顶，殿内有佛道帐和天宫楼阁，是罕见的小木作精品。